# Sport Club Maguary
O Sport Club Maguary é um clube de futebol da cidade de Fortaleza, no estado brasileiro do Ceará. Fundado em 1 de janeiro de 2009, busca reviver as glórias do extinto Sport Club Maguari.
O novo Maguary, que também toma emprestada a alcunha de seu clube inspirador, o Clube dos Príncipes, surgiu em 2009 inscrito para as disputas da 3ª divisão do Campeonato Cearense de Futebol, já como um clube-empresa, atendendo aos requisitos da Lei Pelé.

## Símbolos

### Uniformes
As cores do SC Maguary são o laranja, o branco e o preto. Em seu uniforme número 1, a camisa laranja conta com uma listra na horizontal, em preto. Os calções e os meiões são também na cor laranja.
O segundo uniforme é composto por uma camisa branca com uma faixa diagonal cinza e outra preta, mais calções e meiões brancos.

### Mascote

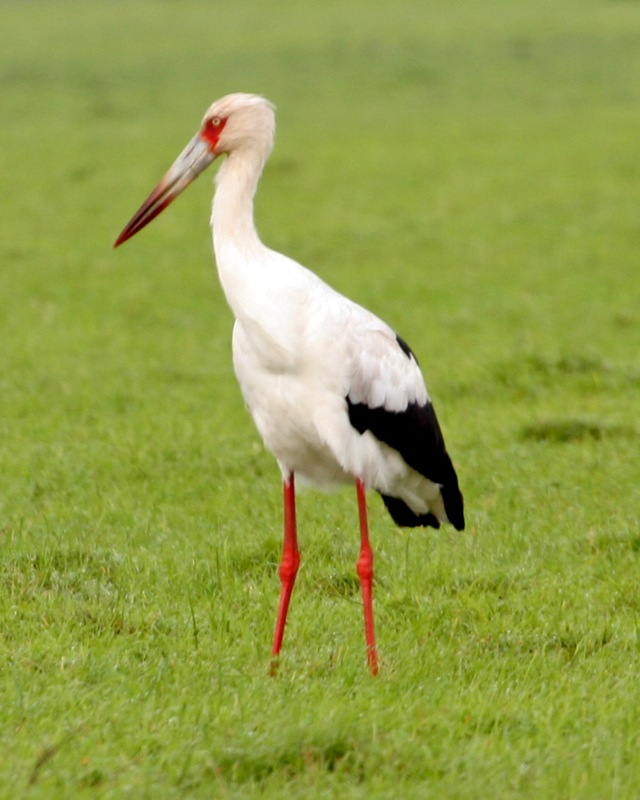
Maguari, ave que deu origem ao nome do Clube e ao mascote

A ave Maguari é a atual mascote do Sport Club Maguary, inclusive fazendo parte integrante do escudo da equipe.

## Desempenho em Competições

### Campeonato Cearense - 3ª divisão
| Ano  | Posição |
| 2009 | 10º     |
| 2010 | 8º      |
| 2011 | 4º      |
| 2012 | 7º      |
| 2013 | 3º      |